# Pandémie de Covid-19 en Uruguay
La pandémie de Covid-19 en Uruguay démarre officiellement le 13 mars 2020. À la date du 26 octobre 2022, le bilan est de 7 515 morts.

## Chronologie
Les quatre premiers cas de Covid-19 en Uruguay sont signalés le 13 mars 2020. Il s'agit de personnes revenant toutes de Milan, en Italie.
En août 2021, le pays a vacciné "74% de ses 3,5 millions d'habitants avec au moins une dose, 68% ayant un schéma vaccinal complet",  65% des Uruguayens ont reçu le vaccin à virus inactif Coronavac du laboratoire chinois Sinovac.

## Statistiques

Nombre de cas en Uruguay depuis le début de l'épidémie.

Nombre de morts en Uruguay depuis le début de l'épidémie.